# セルゲイ・ススリン
セルゲイ・ススリン（Sergey Suslin　1944年11月9日- ）は、旧ソ連のモスクワ出身の柔道選手。階級は軽量級。身長171cm。63kg。

## 人物
1966年からヨーロッパ選手権の軽量級で2連覇を飾った。1967年の世界選手権では松田博文に優勢負けして3位だった。1969年の世界選手権では準決勝で園田義男に大外刈で敗れて3位だった。1971年の世界選手権では準決勝で川口孝夫に合技で敗れたが、3大会連続でメダルを獲得することになった。しかし、1972年のミュンヘンオリンピックでは2回戦でハンガリーの選手に敗れて、オリンピックではメダルを獲得できずに終わった。

## 主な戦績
- 1965年 - ヨーロッパ選手権　2位
- 1966年 - ヨーロッパ選手権　優勝
- 1967年 - ヨーロッパ選手権　優勝
- 1967年 - 世界選手権　3位
- 1968年 - ヨーロッパ選手権　2位
- 1969年 - 世界選手権　3位
- 1970年 - ヨーロッパ選手権　2位
- 1971年 - 世界選手権　3位
- 1972年 - ヨーロッパ選手権　2位